# Leonid Mandelstam
Leonid Isaakovich Mandelstam ou Mandelshtam (em bielorrusso:  Леанід Ісаакавіч Мандэльштам; em russo:  Леонид Исаакович Мандельштам; Mahilou, 4 de maio de 1879 – Moscou, 27 de novembro de 1944) foi um físico soviético de ascendentes bielorrussos-judeus.

## Formação
Leonid Mandelstam nasceu em Mahilou, Império Russo (atualmente Bielorrússia). Estudou na Universidade Nacional de Odessa, mas foi expulso em 1899 devido a atividades políticas, e continuou seus estudos na Universidade de Estrasburgo. Permaneceu em Estrasburgo até 1914 e voltou com o início da Primeira Guerra Mundial. Recebeu o Prêmio Stalin em 1942. Mandelstam morreu em Moscou, União Soviética (atualmente Rússia).

## Realizações científicas
A ênfase principal de seu trabalho foi amplamente considerada a teoria das oscilações, que incluía a óptica e a mecânica quântica. Foi um co-descobridor da dispersão combinatória inelástica de luz usada agora na espectroscopia Raman (ver abaixo). Esta descoberta de alteração de paradigma (junto com Grigory Landsberg) ocorreu na Universidade Estatal de Moscou apenas uma semana antes de uma descoberta paralela do mesmo fenômeno por Chandrasekhara Venkata Raman e Kariamanikkam Srinivasa Krishnan. Na literatura russa é chamada de "dispersão combinatória da luz" (da combinação de frequências de fótons e vibrações moleculares), mas em inglês é nomeado após Raman.

### Descoberta da dispersão combinatória de luz
Em 1918 Mandelstam teoricamente previu a divisão da estrutura fina na dispersão de Rayleigh devido ao espalhamento de luz em ondas acústicas térmicas. A partir de 1926 Mandelstam e Landsberg iniciaram estudos experimentais sobre espalhamento vibracional de luz em cristais na Universidade Estatal de Moscou. Como resultado dessa pesquisa, Landsberg e Mandelstam descobriram o efeito da dispersão combinatória de luz em 21 de fevereiro de 1928. Eles apresentaram essa descoberta fundamental pela primeira vez em um colóquio em 27 de abril de 1928. Eles publicaram breves relatórios sobre essa descoberta (resultados experimentais com alguma tentativa de explicação teórica) em russo e em alemão e publicaram um artigo abrangente no Zeitschrift für Physik.
No mesmo ano, dois cientistas indianos, C. V. Raman and K. S. Krishnan, também observaram a dispersão inelástica da luz. Raman afirmou que "O espectro de linha da nova radiação foi visto pela primeira vez em 28 de fevereiro de 1928". Assim, a dispersão combinatória de luz foi observada por Mandelstam e Landsberg uma semana antes do que por Raman e Krishnan. No entanto, de acordo com o Comitê Nobel de Física, Mandelstam e Landsberg não foram capazes de fornecer uma interpretação independente e completa para a descoberta, visto que somente mais tarde citaram o artigo de Raman. Além disso, suas observações foram limitadas a cristais, enquanto Raman e Krishnan mostraram o efeito em sólidos, líquidos e vapores, provando assim a natureza universal do efeito. O método de Raman foi posteriormente aplicado com grande sucesso em diferentes campos da física molecular, por exemplo, na análise da composição de líquidos, gases e sólidos, e forneceu uma visão significativa sobre spins nucleares. Portanto, o fenômeno de dispersão de luz tornou-se conhecido como espalhamento Raman ou efeito Raman.
As aulas de L.I. Mandelshtam em óptica datadas de 1944 podem ser consideradas como o início formal da segunda fase da teoria dos metamateriais DNG.

## Escola científica e legado
Mandelstam fundou uma das duas maiores escolas de física teórica da União Soviética (sendo outra devida a Lev Landau). Em particular, foi o mentor de Igor Tamm, laureado com o Nobel de Física, que por sua vez foi mentor de Vitaly Ginzburg, que também recebeu o Nobel de Física, e de Andrei Sakharov, o "pai da bomba de hidrogênio soviética" e laureado com o Nobel da Paz.

## Publicações selecionadas
- L. I. Mandelshtam, I. E. Tamm "The uncertainty relation between energy and time in nonrelativistic quantum mechanics", Izv. Akad. Nauk SSSR (ser. fiz.) 9, 122–128 (1945). English translation: J. Phys. (USSR) 9, 249–254 (1945).